# Гілевич Олександр Титович
Олександр Титович Гіле́́вич (роки народженні і смерті невідомі) — російський інженер-архітектор.

## З біографії
1884 року закінчив Санкт-Петербурзький інститут інженерів шляхів сполучення. Працював у Києві в кінці 1890-х, на початку XX століття. Керував архітектурно-будівельною фірмою, створеною з архітектором Карлом Шиманом.

## Споруди
Використовував форми неоренесансу, необароко і модернізованого класицизму. Серед споруд:
- Чотириповерховий житловий будинок купця Д. Мезенцева на розі вулиць Верхнього Валу № 48/28 і Волоської (1899, проєкт Карла Шимана);
- Флігель будинку О. Гончарова на вулиці Жилянській № 120а (1900, співавтор Микола Вишневський);
- Прибутковий будинок Павла Григоровича-Барського на розі вулиць Володимирської № 39/24 і Прорізної (1899—1902, проєкт Карла Шимана);
- Житловий будинок на вулиці Малопідвальній № 1/7 (1900, проєкт Карла Шимана);
- Житловий будинок на вулиці Малопідвальній № 10 (1910, проєкт Карла Шимана);
- Житловий будинок на вулиці Львівській № 66 (1910, проєкт Карла Шимана);
- Житловий будинок на вулиці Пилипа Орлика № 3 (1911, проєкт Івана Беляева);
- Спроєктував житловий будинок на вулиці Львівській № 58/2 (1910);
- Будинок військових зборів на вулиці Прорізній № 17 (1912, надбудова і реконструкція фасадів).

|                            |                                                 |                    |                       |
| будинок купця Д. Мезенцева | прибутковий будинок Павла Григоровича-Барського | Малопідвальна, 1/7 | Малопідвальна, 10     |
|                            |                                                 |                    |                       |
| Пилипа Орлика, 3           | Січових Стрільців, 58/2                         | Прорізна, 17       | Січових Стрільців, 66 |